# ジャン＝クロード・ユンケル
ジャン＝クロード・ユンケル（Jean-Claude Juncker、1954年12月9日 - ）は、ルクセンブルクの政治家。キリスト教社会人民党元党首。第12代欧州委員会委員長（在任: 2014年11月1日 - 2019年11月30日）、首相、財務大臣を務めた。

## 政界入りまで
1954年12月9日にルダンジュで誕生し、少年時代の大半をベルヴォーで過ごした。父親はドイツ国防軍に徴発されて第二次世界大戦を戦い、終戦後は製鋼工となり、キリスト教労働組合連盟に入る。ユンケルはベルギーのクレールフォンテーヌで学び、ルクセンブルクに戻ったのちはリセ・ミシェル・ロダンジュでヨーロッパ・バカロレアを得た。この時期と重なる1974年、ユンケルはキリスト教社会人民党に入党する。ユンケルはストラスブール大学で法学を学び、1979年に法学修士を取得する。1980年にルクセンブルクの弁護士会に入るも、ユンケルは実際に弁護士として活動しなかった。

## 政界入り後
ルクセンブルクに戻ったユンケルはその演説の能力が買われ、政務官に抜擢される。1984年の選挙でユンケルは代議院議員に当選し、サンテール政権の労働大臣に任命される。労働大臣就任によってユンケルは欧州諸共同体理事会の会合で議長を務める機会を得ることになり、このことはユンケルのヨーロッパ連邦主義の現れとなった。
1989年の総選挙の直前にユンケルは交通事故で重傷を負い、2週間にわたって昏睡状態となった。しかしながらユンケルは選挙までに回復し、再び代議院議員に当選して労働大臣に加えて財務大臣を兼ねることとなった。ルクセンブルクでは、財務大臣を経験するということは首相候補の通過儀礼と考えられているため、ユンケルが将来首相となることが確実となったということを示し、政治評論家からはサンテールがユンケルを自らの後継者として育てることを明らかにしたと評した。またこのときユンケルは世界銀行総務の就任を受諾している。

## 首相就任まで
ユンケルの2回目の当選で、ヨーロッパ連合におけるユンケルの地位が高まった。ユンケルは経済・財務理事会の議長を務め、マーストリヒト条約の準備で重要な役割を果たした。特にユンケルは後のユーロ創設にいたる経済通貨統合に関する規定で大きな影響力を発揮し、また1992年に自身の手で条約に署名した。この時までにユンケルはキリスト教社会人民党の議会代表となっていた。
1994年の選挙でユンケルは3選を果たし、その後も大臣の職を続けた。サンテールが次期欧州委員会委員長に指名されるための準備に入ったことで、選挙から僅か6か月後の1995年1月20日、ジャン大公はユンケルを首相に任命し、ユンケルはルクセンブルク社会労働党との連立政権を樹立することとなった。この頃ユンケルは国際通貨基金の総務に就任することと引き換えに世界銀行総務を辞任したが、従来からの大臣職は引き続き兼務することとなった。

## 首相在任中
首相としての1期目はルクセンブルクの世界的な地位の向上のために両国関係を強化して経済基盤を整備することに傾注し、度々外国を公式訪問した。1996年12月にダブリンを訪問した際に、ユンケルは自らによるヨーロッパ連合の経済通貨統合の政策をめぐって、フランスのシラク大統領とドイツのコール首相の対立を仲介した。メディアはまとまりそうになかったこの2人の合意を成し遂げたユンケルを「ダブリンのヒーロー」と囃し立てた。
1997年にルクセンブルクはユンケル政権が発足して初めてとなる欧州連合議長国となった。ユンケルはヨーロッパの社会的な統合の動きを支持し、「ルクセンブルク・プロセス」と呼ばれる、統合ヨーロッパの失業対策を取りまとめた。また経済通貨統合構想を扱う財務相による非公式グループ "Euro 11" を進めた。このような活動に対して、1998年にユンケルは"ヴィジョン・フォー・ヨーロッパ・アワード"を受賞した。
1999年の総選挙の結果、連立の相手が社会労働党から民主党に替わったものの、ユンケルは引き続き首相を務めることとなった。2004年の総選挙で社会労働党が第2党の地位を取り戻したことで、ユンケルはふたたび社会労働党と連立を組んだ。首相4選を果たした直後にユンケルは欧州理事会の会合において、パレスチナ自治政府の指導者ヤーセル・アラファートの健康状態について誤解し、アラファートの死亡を間違って発言してしまった。
2005年にユンケルは2度目となる持ち回り制の欧州理事会議長となる。この議長の任期満了後にルクセンブルクでは欧州憲法条約の批准の是非を問う国民投票が実施されたが、それにあたってユンケルは自らの政治生命をこの国民投票に賭け、反対が多数を占めた場合には首相辞任を公言した。投票率が88パーセントとなったこの国民投票の開票の結果、賛成が56.5パーセントにのぼった。ユンケルのヨーロッパ統合に対する功績から、2006年にはカール大帝賞を受賞した。
2009年にユンケルはホロコーストを否認する聖ピオ十世会の司教リチャード・ウィリアムソンに対する破門が撤回されたことに対して非難を表明した。

### 首相辞任
2013年7月11日にルクセンブルクの情報機関による違法盗聴疑惑を議会から追及され、辞意を表明。10月の総選挙をアンリ大公に対して要請した。10月の総選挙でキリスト教社会人民党は第一党となり、ユンケルは5期目となる首相職を一旦は受諾した。しかし民主党のグザヴィエ・ベッテル代表が3党の連立合意を取りまとめ、議会で多数派を形成したことから、政権を明け渡すこととなった。その当時、1995年から18年以上も首相の座にあったユンケルは、欧州で最も在任期間の長い首脳だった。

## 欧州委員長就任後
2014年11月1日に就任。再任も可能であるが、2017年2月にドイツ公共ラジオとのインタビューで、2019年の任期切れを以て引退する意向を表明した。
2020年11月、旭日大綬章受章。

## ギャラリー
- ロシアのプーチン大統領と（2007年5月24日）
- ポーランドのベアタ・シドゥウォ首相と（2015年11月30日）
- 左からブラジルのマウロ・ヴィエイラ外相、同国のジルマ・ルセフ大統領、ドナルド・トゥスク欧州理事会議長、ユンケル（2015年11月30日）
- 左からユンケル、エストニアのケルスティ・カリユライド大統領、ドナルド・トゥスク欧州理事会議長、エストニアのユリ・ラタス首相（2017年6月29日）

## 健康状態
欧州委員長就任以降、公の席で酩酊状態に陥っているとを疑わせる事例を何度か起こした。本人も飲酒をジョークにしたことがある。2018年6月21日、アイルランド国会下院で演説した際には演壇を降りる際に姿勢が保てなくなったほか、同年7月11日に行われた北大西洋条約機構首脳会議の夕食会では車イスに乗って会場に入りする姿を見せた。欧州委員会の報道担当者は、体調不良を座骨神経痛の発作によるものとしており、飲酒との関連性については回答していない。